# Sauna dymna w Võrumaa
Sauna dymna w Võrumaa (est. Võrumaa suitsusaunakombestik, voro Võromaa savvusannakombõ) – tradycyjny rodzaj sauny dymnej wywodzący się z regionów Võrumaa i Setomaa w południowo-wschodniej Estonii, wciąż praktykowany w tej części kraju.
W 2014 roku tradycje związane z sauną dymną w Võrumaa (ang. Smoke sauna tradition in Võromaa) wpisano na listę reprezentatywną niematerialnego dziedzictwa kulturowego ludzkości.

## Charakterystyka

Võrumaa na mapie Estonii

Tradycyjna estońska sauna dymna jest odrębnym pomieszczeniem lub budynkiem krytym strzechą, do którego wchodzi się przez niskie drzwi, ogrzewanym przez piec wyłożony kamieniami. Wewnątrz sauny znajduje się ława lub podest, na którym odwiedzający kładą się lub siadają. Budynek nie posiada komina, dym powstały w wyniku spalania drewna krąży więc po pomieszczeniu, które jednak tuż przed skorzystaniem jest przewietrzane, a dym usuwany.
W Estonii istnieje aż osiem sposobów rozstawienia ławy i pieca w tradycyjnej saunie. W regionie Võrumaa piec znajduje się najczęściej tuż przy wejściu, zaś ławy są naprzeciwko wejścia. W sąsiednim regionie Mulgimaa układ jest podobny, jednak drewno ładuje się do pieca od zewnątrz, natomiast na zachodzie kraju piec oraz podest znajdują się przy wejściu i po tej samej stronie.
Wskutek polewania wodą rozgrzanych kamieni wytwarza się ciepłe, nasycone parą wodną powietrze. Temperatura w pomieszczeniu osiąga 70–100 °C. W saunie przebywa się nago i aż do momentu pojawienia się potu, najczęściej ok. 10–15 minut, po czym w celu złuszczenia martwego naskórka oraz dla pobudzenia krążenia następuje biczowanie. Po chwili wypoczynku oraz ewentualnych zabiegach terapeutycznych odwiedzający wychodzą na zewnątrz, aby się schłodzić oraz opłukać ciało wodą, najlepiej w jeziorze, stawie lub rzece, zimą zaś w pryzmie śniegu lub w przeręblu. Powyższa procedura jest powtarzana kilkukrotnie.

## Znaczenie

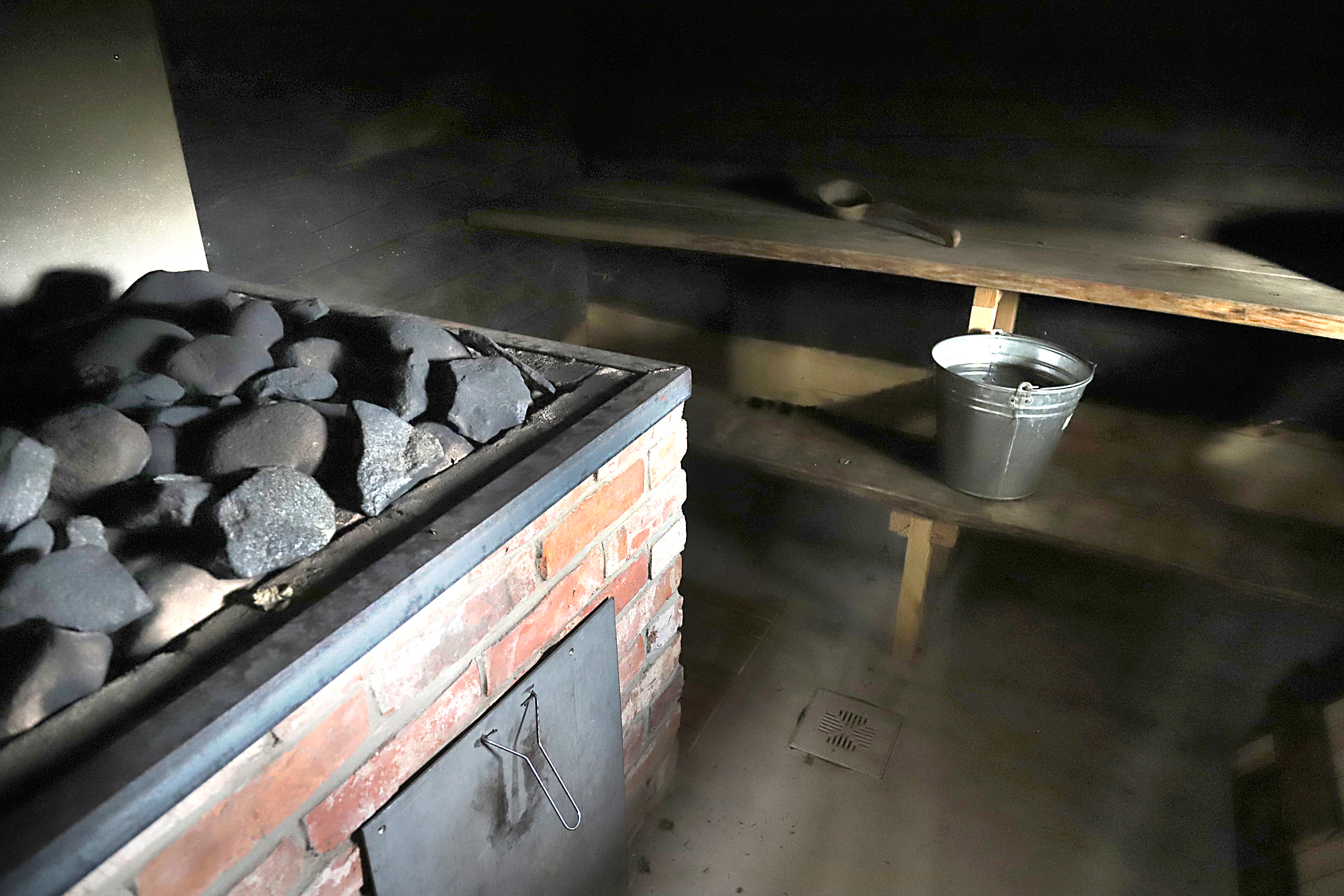
Wnętrze sauny dymnej w Rõuge (2020)

Sauna dymna stanowi ważny aspekt życia codziennego ludu Võro zamieszkującego tę część Estonii i liczącego ok. 75 tys. osób (według stanu z 2013 roku). Jest to obyczaj w głównej mierze rodzinny, choć zaprzyjaźnione rodziny często na przemian zapraszają się na wspólne saunowanie. Wielogodzinny rytuał korzystania z sauny odbywa się najczęściej w soboty oraz przed dniami świątecznymi czy uroczystościami rodzinnymi. Przygotowanie sauny wymaga doświadczenia, stąd są za nie odpowiedzialni głównie najstarsi członkowie rodziny, którzy przekazują wiedzę i umiejętności młodszym pokoleniom.

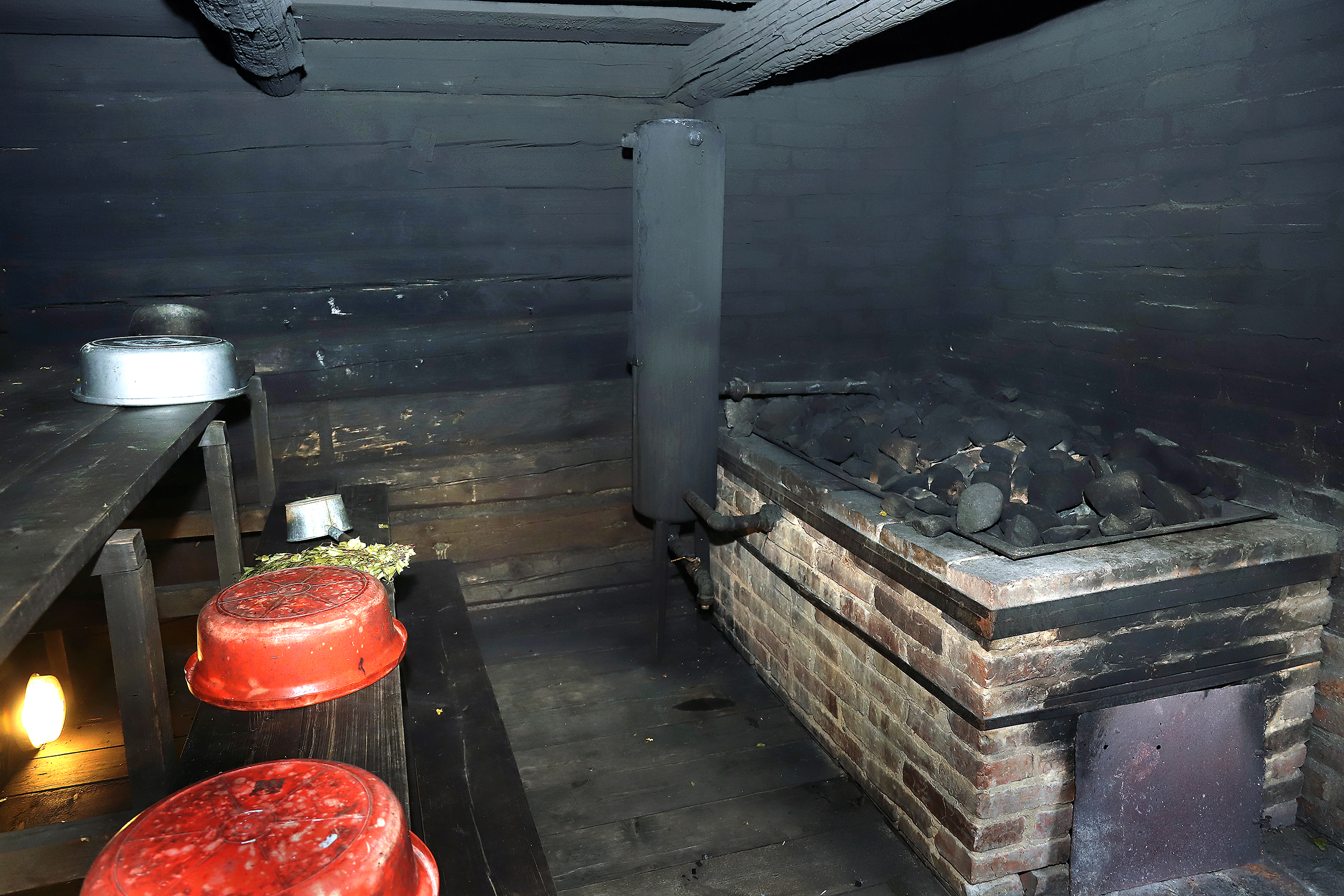
Wnętrze sauny dymnej w Mooste (2019)

Sauna dymna stanowi dla społeczności Võro miejsce święte, o znaczeniu symbolicznym, głęboko zakorzenione w lokalnej kulturze i wierzeniach. Według nich pocenie się i późniejsza kąpiel oczyszczają zarówno ciało, jak i umysł oraz gwarantują zdrowie fizyczne i psychiczne. Oddawanie czci duchowi sauny (est. leil) miało zapewniać szczęście i pomyślność. W saunach dawniej rodziły się dzieci, w saunach również umierano.
Choć niegdyś tradycja sauny dymnej była rozpowszechniona w całej Estonii, to współcześnie można się z nią spotkać głównie w południowo-wschodniej części kraju, na oddalonym od większych miast zalesionym i pagórkowatym obszarze Võrumaa i Setomaa, z zachowaną tradycyjną strukturą osadniczą, w której poszczególne gospodarstwa znajdują się stosunkowo daleko od siebie. Według stanu z 2013 roku ok. 1/5 gospodarstw w tym regionie wciąż korzysta z saun dymnych. Tradycja ta w niewielkim stopniu zachowała się również we wschodniej Estonii oraz na wyspach Sarema i Hiuma na zachodzie kraju.
Podobne sauny oraz zwyczaje z nimi związane znane są przede wszystkim w Finlandii (fiń. savusauna), a także w Rosji, Szwecji, Norwegii i na Łotwie.

## Odniesienia w kulturze
Symboliczne i rytualne znaczenie estońskiej sauny dymnej porusza film dokumentalny Siostrzeństwo świętej sauny (voro Savvusanna sõsarad) w reżyserii Anny Hints z 2023 roku.